# Fail·le de Siracusa
Fail·le o Fail·los (en llatí Phayllus, en grec antic Φάϋλλος) fou un militar siracusà.
El govern de Siracusa el va enviar al front d'una flota, per reprimir les pirateries dels tirrens o etruscs l'any 453 aC. Va devastar l'illa d'Aethalia, però després es va deixar subornar per l'enemic i va romandre totalment inactiu. Quan va retornar a Siracusa va ser acusat i condemnat a l'exili.